# سخی‌آباد (نیمروز)
سخی آباد روستایی در دهستان سفیدابه بخش صابری شهرستان نیمروز استان سیستان و بلوچستان ایران است. بر پایه سرشماری عمومی نفوس و مسکن در سال ۱۳۹۰ جمعیت این روستا ۲۲ نفر (در ۴ خانوار) بوده است.